# Eraïm Miriam Delaborde
Pour les articles homonymes, voir Delaborde.
Eraïm Miriam Delaborde (né Eraïm Miriam à Paris le 8 février 1839 et mort à Paris 9e le 9 décembre 1913) est un pianiste et compositeur français.

## Biographie
Malgré l'absence de document officiel, il semble qu'Elie Miriam Delaborde soit le fils naturel de Charles-Valentin Alkan,, (25 ans) et d'une de ses riches élèves, Lina Eraîm Miriam. Son caractère en revanche – comparativement à son père – est extraverti et courtois ; il peint un peu (sous le nom de Miriam).
Outre les cours d'Alkan, il suit également l'enseignement d'Ignaz Moscheles et Adolf von Henselt. Après avoir effectué des tournées en Angleterre, en Allemagne et en Russie, en 1870, il s'enfuit à Londres où il joue des œuvres pour piano à pédalier de son père.
Il est nommé professeur de piano au Conservatoire de Paris en 1873, parmi ses élèves figurent Olga Samaroff, Alfred Roth et la Norvégienne Nanne Storm.
Parmi ses amis figurent Bizet et Manet. Il est avec le musicien lorsque celui-ci, lors d'une baignade dans la Seine, contracte une maladie qui l'emporte ; il épouse sa veuve. Camille Saint-Saëns lui a dédié son troisième concerto pour piano (1869).
Il a composé une opérette, La reine dort, une ouverture Attila, un quintette avec piano, des œuvres pour piano et des mélodies.
Il a préparé la première édition des œuvres d'Alkan avec Isidor Philipp en 1900.
Il est enterré au cimetière du Père-Lachaise.